# Auguste Potier de Pommeroy
Auguste Potier de Pommeroy est un homme politique français né le 22 avril 1797 à Corme-Royal (Charente-Maritime) et décédé le 1er avril 1860 à Percey-le-Pautel (Haute-Marne).
Garde du corps de Louis XVIII, il quitte le service en 1825 et s'installe à Percey-le-Pautel, dont il devient maire. Conseiller général, il est député de la Haute-Marne de 1843 à 1848, siégeant dans la majorité soutenant la Monarchie de Juillet.

## Sources
- « Auguste Potier de Pommeroy », dans Adolphe Robert et Gaston Cougny, Dictionnaire des parlementaires français, Edgar Bourloton, 1889-1891 [détail de l’édition]
- Auguste, Ignace, Gabriel Potier de Pommeroy | Assemblée Nationale - Histoire - Base de données[1]